# The Lodger: A Story of the London Fog
The Lodger: A Story of the London Fog is een Britse stomme film van regisseur Alfred Hitchcock uit 1927. Het is zijn derde film en wordt vaak genoemd, ook door hemzelf, als de eerste echte 'Hitchcockfilm'. De film is gebaseerd op het boek met dezelfde titel van de Engelse schrijfster Marie Belloc Lowndes uit 1912. Hitchcock besloot tot het maken van de film mede door het zien van haar toneelbewerking Who Is He?. Dat is geen geringe vraag want haar inspiratie was Jack the Ripper.
De hoofdrol wordt vertolkt door de destijds befaamde en populaire acteur Ivor Novello. De film was een eerste commercieel succes voor de studio's van Gainsborough Pictures, en trok eind jaren 1920 volle zalen.

## Het verhaal
De film draait om Jonathan Drew, een nieuwe kamerhuurder in het pension aan huis van Mr. en Mrs. Bunting. Wanneer een seriemoordenaar genaamd "The Avenger" de slecht verlichte straten van Londen terroriseert, verdenken zijn huisgenoten hem. Reeds vroeg in de film is te zien hoe deze seriemoordenaar een paar vrouwen stalkt en vermoordt.

## Rolverdeling
| Acteur            | Personage       | Opmerking    |
| ----------------- | --------------- | ------------ |
| Marie Ault        | The Landlady    | Mrs. Bunting |
| Arthur Chesney    | Her Husband     | Mr. Bunting  |
| June              | Daisy Bunting   | Mannequin    |
| Malcolm Keen      | Joe Chandler    |              |
| Ivor Novello      | Jonathan Drew   | Huurder      |
| Reginald Gardiner |                 | uncredited   |
| Eve Gray          | Showgirl Victim | uncredited   |

## Achtergrond

### Productie
De plot (zoals verdachtmaking door een groep) en de visuele effecten (zoals met schaduw en dieptewerking) vertonen al de meeste kenmerken van wat typische 'Hitchcock suspense' wordt genoemd, een tergende spanning, en wordt daarom gezien als de eerste Hitchcockfilm, zijn eerste echte thriller. Veel elementen uit latere Hitchcockfilms zijn reeds in deze film aanwezig, zoals een onschuldige man die moet vluchten voor een groep mensen die het recht in eigen hand hebben genomen.
Bij de ontknoping aan het eind wijkt Hitchcock af van de verhaallijn in het boek. De vraag of Drew de dader is, who is he, blijft onbeantwoord.
Producent Michael Balcon was eerst totaal niet te spreken over Hitchcocks film en wilde hem dan ook aanvankelijk niet in première laten gaan. Na wat onenigheid sloten de twee een compromis; filmcriticus Ivor Montagu werd ingehuurd om de film enigszins aan te passen zodat deze volgens Balcon geschikter zou zijn.

### Cameo
Een cameo was een van Hitchcocks handelsmerken. Zijn eerste cameo is te zien circa vijf minuten na aanvang van The Lodger, als figurant zittend aan een bureau, deels met zijn rug naar de camera, in de redactieruimte van een krant.
Er wordt gezegd dat deze rolverdeling geenszins gepland stond, maar dat hij eenvoudigweg niet genoeg mensen beschikbaar had om de juiste filmische sfeer weer te geven en dus maar zelf voor de camera stapte, maar dat is niet bevestigd. Hij is te zien in al zijn volgende films. Er zijn geen uitzonderingen bekend.

### Remakes
De film is inmiddels drie keer nagemaakt, door Maurice Elvey in 1932, ook met Ivor Novello (als Michel Angeloff) en de eerste versie met geluid, en in Hollywood door John Brahm in 1944 en als Man in the Attic door Hugo Fregonese in 1953. Deze film is nog altijd mono en zwart-wit, en is ondanks de afwijkende titel een tamelijk letterlijke hervertelling van de film uit 1944, waaraan Belloc Lowndes bijdroeg als co-auteur van het screenplay.
In 2009 verscheen een remake onder de originele titel van David Ondaatje, die tekende voor zowel het screenplay als de regie.
The Lodger wordt door velen beschouwd als een pijler onder de cinematografie.